# Xeripam
Xeripam, pleme američkih Indijanaca jezične porodice Coahuiltecan koje je u ranom 18. stoljeću živjela oko današnjeg Eagle Passa u Teksasu. Ovo pleme ostalo je nepoznato jer se spominje samo u jednom dokumentu iz 1708. godine zajedno uz pleme Ervipiame, iz grupe Tonkawa, za koje se svojevremeno sumnjalo da su identični. J. R. Swanton Xeripame nema na popisu Coahuiltecan bandi. 

## Vanjske poveznice
- Xeripam Indians